# Diadegma koizumii
Diadegma koizumii là một loài tò vò trong họ Ichneumonidae.